# 札幌市立日章中学校
札幌市立日章中学校（さっぽろしりつ にっしょうちゅうがっこう）は、北海道札幌市白石区東札幌4条5丁目にある公立中学校。

## 沿革
- 1960年10月6日 - 仮称白石横町地区中学校開校事務取扱発令。
- 1960年11月22日 - 校名「札幌市立日章中学校」と決定。
- 1960年11月24日 - 校章制定。
- 1960年12月1日 - 札幌市立幌東中学校より分割し開校。
- 1960年12月3日 - 開校式の挙行。
- 1979年2月8日 - 難聴学級開設。
- 2000年11月4日 - 開校40周年記念式典の挙行。

## 主な年間行事
- 4月 - 入学式、着任式、始業式
- 5月 - 生徒総会
- 6月 - 定期テスト
- 7月 - 1学期終業式、1学期通知表配布、夏季休業開始
- 8月 - 2学期始業式、小テスト
- 9月 - 定期テスト、学校祭
- 11月 - 定期テスト
- 12月 - 2学期終業式、2学期通知表配布、冬季休業開始
- 1月 - 3学期始業式、小テスト
- 2月 - 定期テスト
- 3月 - 卒業証書授与式、離任式、修了式、学年末通知表配布

### その他
- 校外学習(1年生)
- 宿泊学習(2年生)
- 修学旅行(3年生)
- 合唱コンクール

## 部活動
- 野球部
- サッカー部
- バスケットボール部
- バドミントン部
- ソフトテニス部
- 卓球部
- 美術部
- 合唱部

## 出身者
- 三笑亭夢之助 - 元落語家